# Urziceni, Satu Mare
Urziceni là một xã thuộc hạt Satu Mare, România. Dân số thời điểm năm 2002 là 1516 người.